# Regeringen Hørring
Regeringen Hørring var Danmarks regering mellan 23 maj 1897 och 27 april 1900.
Konseljpresident
- H.E. Hørring

Utrikesminister
- N.F. Ravn

Finansminister
- H.E. Hørring

Inrikesminister
- V. Bardenfleth till 28 augusti 1899, därefter
- Ludvig Bramsen

Justitieminister
- N.R. Rump till 28 augusti 1899, därefter
- H.E. Hørring

Kyrko- och undervisningsminister
- H.V. Sthyr

Krigsminister
- C.F.F.E. Tuxen till 28 augusti 1899, därefter
- J.G.F. Schnack

Marinminister
- N.F. Ravn

Jordbruksminister
- Alfred Hage